# Battaglia di Shigino
La battaglia di Shigino  (真田丸の戦い?, Shigino no tatakai), combattuta negli ultimi mesi del 1614, fu uno degli scontri dell'assedio di Ōsaka, una serie di tentativi fatti dallo shogunato Tokugawa per cancellare l'ultimo grande oppositore al suo potere, il clan Toyotomi.
A nord-est del castello di Ōsaka, sulla riva settentrionale del fiume Yamato si trovava il villaggio di Imafuku, mentre sulla riva meridionale c'era il villaggio di Shigino. Quest'area era una zona paludosa e bassa, dove le truppe potevano muoversi solo lungo gli argini; tutto intorno si estendevano risaie. I Toyotomi avevano fortificato il villaggio di Shigino con tre linee di palizzate, affidandone la difesa a Inoue Yoritsugu con 2.000 uomini.
Tokugawa Ieyasu ordinò la costruzione di un castello avanzato a Imafuku e ordinò la conquista delle fortificazioni sia di Imafuku che di Shigino. Contro Shigino furono inviati 5.000 uomini comandati da Uesugi Kagekatsu e da Naoe Kanetsugu, con il supporto di Hori Tadaharu, Niwa Nagashige e Sakakibara Yasukatsu.
La mattina del 26 novembre le truppe Uesugi attaccarono le palizzate di Shigino. I comandanti Yasuda Yasunobu e Suda Nagayoshi riuscirono a conquistarle e Inoue Yoritsugu fu ucciso in battaglia. I Toyotomi, guidati da Ōno Harunaga con 12.000 uomini, contrattaccarono. L’avanguardia degli Uesugi si ritirò fino alla prima linea di palizzata, e la seconda linea comandata da Mizuhara Nobunori stava per cedere quando Nobunori ordinò ad alta voce di aprire i lati per fare passare le truppe nemiche. Le truppe Toyotomi, inseguendo gli Uesugi, furono colpite da una salva di fucileria, seguita da un assalto con lance guidato da Yasunobu, che li respinse.
Dopo la conquista di Shigino, Ieyasu ordinò che le truppe di Kagekatsu fossero sostituite da quelle di Tadaharu per permettere loro di riposare. Tuttavia, Kagekatsu rifiutò, affermando:
"Essendo nato in una famiglia di guerrieri, competere per la prima linea è un onore. Dopo aver lottato duramente per conquistare questa posizione fin dal mattino, non posso, anche se è ordine superiore, cederla ad altri."